# Polyphylla exilis
Polyphylla exilis är en skalbaggsart som beskrevs av Zhang 1984. Polyphylla exilis ingår i släktet Polyphylla och familjen Melolonthidae. Inga underarter finns listade i Catalogue of Life.